# Jedlica (potok)
Jedlica (niem. Iselbach, Eglitz) – potok, prawy dopływ Łomnicy o długości 16,63 km.
Potok wypływa w Karkonoszach na wysokości ponad 1040 m n.p.m., w pobliżu przełęczy Okraj. Odwadnia północne zbocza Kowarskiego Grzbietu i Lasockiego Grzbietu oraz zachodnie zbocza Rudaw Janowickich. W środkowym i dolnym biegu dolina potoku wyznacza zachodnią granicę Rudaw Janowickich. Przepływa przez Kowary, Kostrzycę, Mysłakowice i Łomnicę. W Łomnicy wpada do rzeki Łomnicy.
Prawymi dopływami potoku są Jelenia Struga, Kuźniczy Potok i Kalnica, a lewymi Piszczak i Malina.
Jedlica została uregulowana po powodzi pod koniec XIX wieku, oraz jest zabezpieczana przeciwpowodziowo co pewien czas.